# ツワナ人
ツワナ人（ツワナ語: Batswana、英語: Tswana people）は、南部アフリカの民族。

## 居住地域
ツワナ人は、ボツワナでは人口の90%を占める多数派民族であり、国名のボツワナも民族名のツワナに、「～の地」を意味するツワナ語の接頭語「ボ」をつけた、「ツワナ人の地」という意味である。
南アフリカ共和国内のツワナ人はボツワナの3倍近くに達しており、アパルトヘイト時代はボプタツワナというバントゥースタンを南ア北部のボツワナ国境近くに持っていた。

## 呼称
個人はモツワナ Motswana、民族はバツワナ Batswana、言語はセツワナ Setswana、国家はボツワナ Botswana と呼ばれる。

## 歴史
17世紀に、北から現在の居住地域に移住し、先住民のサン人を追いやってこの地方を支配した。19世紀、ズールー王国の拡大に端を発する民族大移動に巻き込まれ、さらにグレート・トレックによって南にやってきたトランスヴァール共和国のボーア人たちに対抗するため、現在のボツワナの地域に住む8つの部族がイギリスに保護を求め、1885年にベチュアナランド保護領が成立した。その後、1966年にボツワナ共和国として独立した。

## 部族
ボツワナのツワナ人は、ングワト、バロロン、トロクワ、クウェナ、クガトゥラ、マレテ、バフルツェ、ングワケツェの8つの部族に別れていて、それぞれコシと呼ばれる首長を頂いている。

## 文化
ツワナ人は定住民で、牧畜を主な生業とし、副次的にトウモロコシやソルガムなどを栽培していた。
ツワナ人社会において、牛は伝統的に富を象徴し、盛んに売買が行われた。

## ツワナ人を扱った作品
- ベッシー・ヘッド『マル』 - サン人とツワナ人をテーマにした小説。